# Retable de Boulbon
Le Retable de Boulbon  est une œuvre anonyme peinte dans le troisième quart du XVe siècle et conservée à Paris au musée du Louvre depuis 1904.

## Histoire

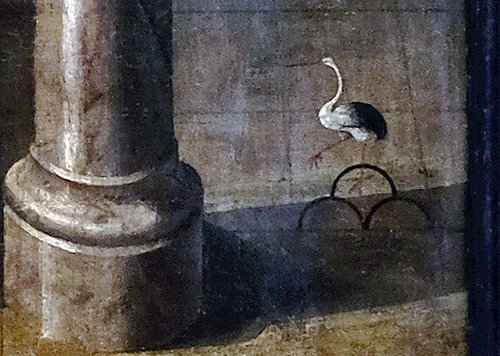
La cigogne, hypothétique signature de l'artiste.

Le Retable de Boulbon a été commandé vers 1450 et peint dans le troisième quart du XVe siècle, mais on en ignore l'auteur : 

«  […] peut être s’agit-il d’un certain Chugoinot, mais plusieurs experts évoquent de fortes analogies avec le tableau du Couronnement de la Vierge d’Enguerrand Quarton. »

— Jacques Bara.
Il est en effet contemporain de tableaux similaires réalisés également en Provence, tels le Couronnement de la Vierge (1453-1454), ou la Pietà de Villeneuve-lès-Avignon (vers 1455), œuvres peintes par Enguerrand Quarton.
Ce tableau provient de l'église Saint-Marcellin de Boulbon (Bouches-du-Rhône) à laquelle il aurait été donné par le chapitre Saint-Agricol d’Avignon.
Il est signalé lors d'une visite pastorale de 1655 : 

« 1655 : Chapelle de saint Marcellin ; le mestre autel est orné d'un fort ancien et assez beau tableau […] »

— Les Amis du vieux Boulbon
En 1882, il est transféré dans la nouvelle église Saint-Joseph, construite en 1875. Très abimé et la paroisse ne pouvant le faire restaurer, il est vendu pour la somme de cinq mille francs-or.
Finalement, en 1904, il est donné au musée du Louvre par le comité de l'exposition des primitifs français. Son état nécessitant une grosse intervention, il est transféré sur toile en 1923. Il se trouve désormais exposé avec les primitifs provençaux dans le bâtiment Richelieu, 2e étage, salle 5.

## Description
Le tableau représente le donateur agenouillé, Jean de Montagnac, chanoine de Saint-Agricol, présenté par l'évêque saint Agricol, qui lui pose la main sur la tête, à la Sainte Trinité composée de Dieu le Père, de la Colombe et de Jésus-Christ. La colombe, symbole de l'Esprit Saint, relie Dieu, dont la figure apparaît dans une fenêtre, et le Christ, au centre, debout dans son cercueil, les mains jointes et portant les marques de la Crucifixion dans la posture iconographique du Christ de douleur, mais avec les yeux entrouverts ainsi que sa bouche.
Le retable est partagé en deux par l'image du Christ : « à sa gauche un monde de souffrances et de ténèbres, à sa droite la vie et la lumière ».
Sur la gauche, on aperçoit un fond de paysage représentant Avignon.
Postérieurement ont été ajoutées, respectivement à gauche et à droite du tableau, les armes du chapitre Saint-Agricol (cigogne d'argent tenant dans son bec un serpent) et celles du pape Jean XXII.

Détails : les armes ajoutées
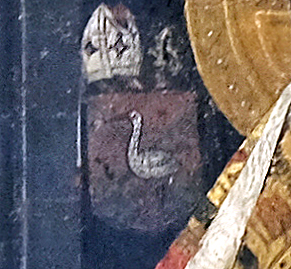
Les armes du chapitre Saint-Agricol.
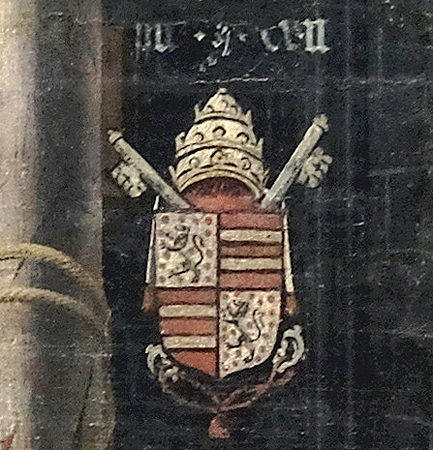
Les armes du pape Jean XXII.